# 五角城站
五角城站（英語：Pentagon City station）是一個位於美國維珍尼亞州阿靈頓縣五角城，屬於華盛頓地鐵的側式月台車站。車站在1977年7月1日，由華盛頓都會區交通局。此站有藍線與黃線停靠，位於海斯街及12街交界，介乎陸海軍徑和南15街之間。
此站有四個出口，皆可在海斯街下方一個大型夾層隧道到達。海斯街東側和西側都有扶手電梯出口，並可連往五角城時尚中心，以及一條較短的行人隧道，前往12街和海斯街交界。此隧道在1984年興建，但直至2018年才開放予公眾使用。
2016年4月17日，Metroway巴士快速交通系統延長至五角城，此站成為北面總站。

## 車站結構
| G        | 街道層             | 出入口、巴士及Metroway連接                                    |
| M        | 夾層               | 單向閘機、售票機、車站詢問處                                  |
| P 月台層 | 側式月台，右側開門 | 側式月台，右側開門                                            |
| P 月台層 | 南行               | 往法蘭克尼亞-春田（水晶城） · 往亨廷頓（水晶城）              |
| P 月台層 | 北行               | 往拉戈鎮中心（五角大廈） · 往維農山莊廣場或托騰堡（五角大廈） |
| P 月台層 | 側式月台，右側開門 |                                                               |

## 外部連結
维基共享资源上的相關多媒體資源：五角城站
- WMATA: Pentagon City Station（页面存档备份，存于）
- StationMasters Online: Pentagon City Station
- The Schumin Web Transit Center: Pentagon City Station
- 12th Street west entrance from Google Maps Street View
- 12th Street east entrance from Google Maps Street View（页面存档备份，存于）